# Tuftonboro
Tuftonboro és una població dels Estats Units a l'estat de Nou Hampshire. Segons el cens del 2000 tenia 2.148 habitants.

## Demografia
Segons el cens del 2000, Tuftonboro tenia 2.148 habitants, 926 habitatges, i 665 famílies. La densitat de població era de 20,2 habitants per km².
Dels 926 habitatges en un 23,9% hi vivien nens de menys de 18 anys, en un 62,9% hi vivien parelles casades, en un 5,3% dones solteres, i en un 28,1% no eren unitats familiars. En el 22,9% dels habitatges hi vivien persones soles el 9,6% de les quals corresponia a persones de 65 anys o més que vivien soles. El nombre mitjà de persones vivint en cada habitatge era de 2,32 i el nombre mitjà de persones que vivien en cada família era de 2,68.
Per edats la població es repartia de la següent manera: un 19,8% tenia menys de 18 anys, un 3,8% entre 18 i 24, un 22,5% entre 25 i 44, un 31,8% de 45 a 60 i un 22,1% 65 anys o més.
L'edat mediana era de 48 anys. Per cada 100 dones de 18 o més anys hi havia 97,4 homes.
La renda mediana per habitatge era de 45.729$ i la renda mediana per família de 51.875$. Els homes tenien una renda mediana de 36.181$ mentre que les dones 27.109$. La renda per capita de la població era de 25.070$. Entorn del 4,4% de les famílies i el 6,4% de la població estaven per davall del llindar de pobresa.